# Morti nel 2014/Senza giorno specificato
| Questa pagina contiene informazioni ricavate automaticamente dalle voci biografiche con l'ausilio del template Bio e di un bot. L'aggiornamento è periodico e automatico e ricostruisce completamente la pagina. Se manca una persona in questa lista, sei pregato di non aggiungerla, ma accertati piuttosto che la sua voce biografica contenga il template Bio e che i dati anagrafici siano correttamente compilati. Se il template Bio manca, inseriscilo tu stesso o, in alternativa, metti l'avviso {{tmp\|Bio}} che ne segnala la mancanza. Se i dati riportati sono sbagliati, correggi direttamente la voce biografica; le modifiche saranno visibili in questa lista entro pochi giorni. Per chiarimenti vedi il progetto biografie. La lista contiene solo le 64 persone che sono citate nell'enciclopedia e per le quali è stato implementato correttamente il template Bio. Pagina aggiornata al 1 gen 2023. |

- Abu Ahmad al-'Alwani, militare iracheno
- Angelo Agostini, giornalista, saggista e accademico italiano (n.1959)
- Simon Andrews, pilota motociclistico britannico (n.1982)
- Dino Baccheretti, calciatore italiano (n.1933)
- Corrado Benedetti, calciatore e allenatore di calcio italiano (n.1957)
- Ines Boffardi, politica e partigiana italiana (n.1919)
- Horst Bollmann, attore tedesco (n.1925)
- Carlos Borges, calciatore uruguaiano (n.1932)
- Giovanni Bussone, allenatore di calcio e calciatore italiano (n.1927)
- Gianni Caleffi, calciatore italiano (n.1937)
- Angelo Enrico Canevari, artista, scultore e scenografo italiano (n.1930)
- Maria Giulia Cardini, partigiana italiana (n.1921)
- Warren Clarke, attore britannico (n.1947)
- Hal Cooper, regista statunitense (n.1923)
- Claudio Darni, calciatore italiano (n.1934)
- Manuel De Sica, compositore italiano (n.1949)
- Luigi Dellavedova, calciatore italiano (n.1934)
- Luigi Devoti, scrittore, medico e fotografo italiano (n.1931)
- Alfredo Di Stéfano, calciatore e allenatore di calcio argentino (n.1926)
- Leila Durante, attrice italiana (n.1925)
- Willie Evans, calciatore ghanese (n.1939)
- Dursun Ali Eğribaş, lottatore turco (n.1933)
- Sam Falle, ufficiale e diplomatico inglese (n.1919)
- Iring Fetscher, politologo e accademico tedesco (n.1922)
- Ferdinando Forlai, ingegnere italiano (n.1925)
- Claudio Galassi, calciatore e allenatore di calcio italiano (n.1941)
- Gyula Grosics, allenatore di calcio e calciatore ungherese (n.1926)
- Tony Gwynn, giocatore di baseball statunitense (n.1960)
- Hajji Bakr, militare iracheno
- Karl Harris, pilota motociclistico britannico (n.1979)
- Géza Henni, allenatore di calcio e calciatore ungherese (n.1926)
- Geoffrey Holder, attore, coreografo e regista teatrale trinidadiano (n.1930)
- Ginevra Hollander, attrice pornografica italiana (n.1970)
- Kim Song-ae, politica nordcoreana (n.1924)
- Hans Krausner, slittinista austriaco (n.1928)
- Alberto Lattuada, disegnatore italiano (n.1926)
- Renato Luosi, calciatore italiano (n.1932)
- Mango, cantautore e poeta italiano (n.1954)
- Tom Shaw, vescovo anglicano statunitense (n.1945)
- Generoso Melillo, giurista italiano (n.1935)
- Billy Milligan, criminale statunitense (n.1955)
- Paolo Mosca, giornalista, scrittore e cantautore italiano (n.1943)
- Mike Nichols, regista, comico e produttore cinematografico tedesco (n.1931)
- Ivan Nikolov, cestista e allenatore di pallacanestro bulgaro (n.1928)
- Dezső Novák, allenatore di calcio e calciatore ungherese (n.1939)
- Pál Orosz, calciatore e allenatore di calcio ungherese (n.1934)
- Ian Paisley, politico nordirlandese (n.1926)
- Tony Palladino, illustratore, designer e docente statunitense (n.1930)
- Papisto Boy, artista senegalese (n.1951)
- Ferdinand Penker, pittore austriaco (n.1950)
- Renato Ponzini, ciclista su strada italiano (n.1932)
- Tony Piaceri, musicista, cantante e compositore italiano (n.1930)
- Larry Ramos, chitarrista e cantante statunitense (n.1942)
- Albert Reynolds, politico irlandese (n.1932)
- Michel Spanneut, presbitero e teologo francese (n.1919)
- Gene Stump, cestista statunitense (n.1925)
- Franca Tamantini, attrice italiana (n.1931)
- Vitaliano Temellin, calciatore italiano (n.1937)
- Toni Ucci, attore e cabarettista italiano (n.1922)
- Raúl Urra, cestista cileno (n.1930)
- Ettore Venturelli, calciatore italiano (n.1940)
- Joe Vescovi, tastierista italiano (n.1949)
- Nii Welbeck, calciatore ghanese (n.1976)
- Robin Williams, attore e comico statunitense (n.1951)